# Nickelodeon (chaîne de télévision africaine)
 (décembre 2020).
Pour les articles homonymes, voir Nickelodeon.
Nickelodeon est une chaîne de télévision destinée aux enfants.

## Histoire
Avant d'être une chaîne, c'était un bloc sur la chaîne sud-africaine pour enfants M-Net, avant de créer une autre chaîne en 2006, Koowee, et de se rebaptiser Nickelodeon. Nickelodeon a été lancé en tant que chaîne en juillet 2008 en Afrique. En 2012, elle a reçu de nouveaux spots TV, une promotion et une continuité. Plus tard en 2014, est venu le lancement de Nicktoons en remplacement de Kidsco abandonné, et le lancement de Nick Jr., une autre chaîne de Viacom. Nick Jr et Nicktoons partagent le même site Web que Nickelodeon.
En juin 2017, le Kenya Film Classification Board (KCFB), dirigé par le directeur général Ezekiel Mutua, a ordonné l'interdiction de six séries diffusées sur Cartoon Network Africa, Nickelodeon Africa et Nicktoons Africa pour avoir prétendument promu des thèmes LGBT auprès des mineurs. Les émissions concernées sont les séries de Cartoon Network, Adventure Time, Clarence et Steven Universe, en plus des émissions conclues par Nickelodeon, Hé Arnold ! et La Légende de Korra et le dessin animé de Nickelodeon, Bienvenue chez les Loud.
En 2018, Viacom a fusionné les sites Web officiels des versions de Nickelodeon pour l'Asie du Sud-Est, le Moyen-Orient et l'Afrique dans nick.tv. En cours de route, Nickelodeon a adapté deux flux avec la série de diffusion de flux sud-africaine interdite de la chaîne, comme Bienvenue chez les Loud et Bubulle Guppies.
Le 5 mars 2019, Nickelodeon (Afrique du Sud uniquement) ainsi que Comedy Central, BET, MTV et MTV Base étaient disponibles en HD sur DStv. Les chaînes Nick en Afrique du Sud ont des flux séparés du reste de l'Afrique.